# کوزلوف (ناحیه هاولیتشکوف برود)
کوزلوف (به چکی: Kozlov) یک منطقهٔ مسکونی در جمهوری چک است که در ناحیه هاولیتشکوف برود واقع شده‌است. کوزلوف ۷٫۴۳ کیلومتر مربع مساحت و ۱۳۷ نفر جمعیت دارد و ۵۰۳ متر بالاتر از سطح دریا واقع شده‌است.